# 林口風力發電站
林口風力發電站位於臺灣新北市林口區，為隸屬於台灣電力公司旗下的風力發電站。該風力發電站之機組皆裝設在林口發電廠廠區的第一期灰塘新生地內，共裝設三部由丹麥Vestas所製造之風力發電機。

## 沿革

### 計畫
2002年台灣電力公司鑑於澎湖縣白沙鄉中屯村的中屯風力發電站運轉狀況良好，逐決議開始大規模開發風力資源，擬定「風力發電十年發展計畫」優先選定臺灣西部沿海地區風力資源優良處以及既有之核能與火力發電廠空閒廠區架設風力發電機組。
林口風力發電計畫於「風力發電十年發展計畫」的第二期風力開發中被提出，第二期風力開發於2005年1月開始展開。台電公司計畫在林口發電廠第一期灰塘所產生的新生地架設6部風力發電機，並併聯至台電的輸電網路中，再由鄰近的林口發電廠就近代管風力發電站。2006年11月7日林口風力發電計畫獲得政府審查核准開始推動。

### 施工
2007年，台電公司針對風力發電第二期開發的多項風力發電計畫進行對外招標，然而因臺灣風力發電市場仍不具有規模，導致廠商投標意願缺乏造成多次流標之狀況，因此台電最終決議將位於雲林縣的四湖風力發電計畫與林口風力發電計畫合併為一案後對外招標。於同年10月17日台電公布由臺灣汽電共生公司所投資之子公司，星能股份有限公司得標。另由臺灣機電工程服務社得標該案的電機、結構設計委託服務。
星能公司得標後，立即向丹麥Vestas公司訂購20部風力發電機組，於2008年底運送至臺灣臺中港，並暫置於碼頭倉庫內，其中20部風力發電機再分成14部送往雲林縣四湖風力發電站安裝另外6部則轉送至新北市林口風力發電站安裝。第一期先安裝3部風力發電機組。

### 完工
2011年3月林口風力發電站完工開始商轉發電，由鄰近林口發電展代為維護及營運。同年8月台電公司鑑於旗下之風力發電機組數量及規模日益增加，因此決議包含林口風力發電站在內，將全臺各地台電所屬之風力發電站整併後另成立再生能源處進行營運及維護。
2013年8月台電公司計畫於桃園市蘆竹區沿海設置蘆竹風力發電站。並於當地召開說明會，然而此舉卻導致當地居民反彈抱怨風力發電機噪音將干擾住民生活，對此台電公司邀請多位當地居民及代表參訪林口風力發電站，親自了解風力發電機運轉之情形後，才同意台電公司在蘆竹沿海設置風力發電機。

## 設備

### 發電機組
| 風力發電機類型                          | 風力發電類型 | 機組數量 | 裝置容量（MW） | 商轉日期  | 狀態   |
| --------------------------------------- | ------------ | -------- | -------------- | --------- | ------ |
| 丹麦Vestas公司製 V80/2,000型 風力發電機 | 陸域風力發電 | 3        | 6MW            | 2011年3月 | 商轉中 |

## 資料來源
1. 1 2  . The Wind Power.   [2017-10-17]. （原始内容存档于2020-10-26） （美国英语）.
2. 1 2   (PDF). 台電月刊600期. 2012-12  [2017-10-17] （中文（臺灣））.[永久]
3. 1 2 3  吳天明.  (PDF). 源雜誌91期. 2002-01  [2017-10-17]. （原始内容 (PDF)存档于2019-07-01） （中文（臺灣））.
4. 1 2   (PDF). 台灣電力公司.   [2017-10-17] （中文（臺灣））.[永久]
5. ↑  丁威. . 蘋果日報. 2007-10-18  [2017-10-17] （中文（臺灣））.
6. ↑  . 財團法人金屬工業研究發展中心.   [2017-10-17] （中文（臺灣））.[永久]
7. ↑  . 星能股份有限公司.   [2017-10-17]. （原始内容存档于2020-02-06） （中文（臺灣））.
8. ↑  . 臺灣機電工程服務社.   [2017-10-17]. （原始内容存档于2019-06-08） （中文（臺灣））.
9. ↑  . 國家發展委員會. 2008-02-24  [2017-10-17] （中文（臺灣））.[永久]
10. ↑  朱錫璋.  (PDF). 源雜誌92期. 2002-03  [2017-10-17]. （原始内容存档 (PDF)于2019-06-08） （中文（臺灣））.
11. ↑  薛翰駿. . 自由時報. 2014-04-27  [2017-10-17]. （原始内容存档于2019-06-22） （中文（臺灣））.